# Bahabón de Esgueva
Bahabón de Esgueva – gmina w Hiszpanii, w prowincji Burgos, w Kastylii i León, o powierzchni 21,39 km². W 2011 roku gmina liczyła 111 mieszkańców.